# 百度入力方法
百度入力方法（ひゃくどにゅうりょくほうほう／バイドゥにゅうりょくほうほう、中国語: 百度输入法）は中国の企業「百度」がその主な業務である検索エンジンでの経験を生かして開発・提供しているコンピューターおよび携帯電話への中国語などの文字入力方法である。

## 概要
中国の企業「百度」は中国で最大の検索エンジンで、その経験を生かして文字入力方法である「百度入力方法」を開発・提供している。コンピューターおよび携帯電話へ向けて様々な入力システムがある。

## 中国語入力
中国語入力方法には次のような入力システムがある。
- 百度ピン音輸入法
- 百度五筆輸入法
- 百度手機輸入法 (携帯電話用)

## 日本語入力
日本語入力方法も発表されている。
- 百度日本語IME (Baidu IME)